# Dario Kostović
Dario Kostović (Split, 8. kolovoza 1980.) hrvatski i švicarski je profesionalni hokejaš na ledu. Igra na poziciji lijevog krila.

## Karijera
Bio je prvak Švicarske 1999. godine u mlađoj kategoriji kada je igrao u Kloten Flyersu. Prijašnje sezone proveo je u klubovima NLA lige Lausanne Hockey Club, HC Ambrì-Piotta i HC Lugano, u kojima je odigrao 359 utakmica i postigao 37 golova. Od 2011. igrao je u Hrvatskoj za KHL Medveščak iz Zagreba.

## Vanjske poveznice
- Profil Eurohockey